# Nicolas Vallar
Nicolas Vallar (* 22. Oktober 1983 in Papeete) ist ein tahitischer Fußballspieler. Der Abwehrspieler spielt seit 2009 bei AS Dragon. Er ist Kapitän der  Tahitischen Fußballnationalmannschaft.

## Karriere

### Verein
Vallar begann seine Karriere beim SCO Angers. Später unterschrieb er einen Vertrag beim Reserveteam des HSC Montpellier für die CFA. Im Jahr 2003 verließ er Montpellier und ging zum FC Sète, wo er 3 Jahre lang spielte und 2005 in die Ligue 2 aufstieg. In der nächsten Saison stiegen sie jedoch wieder in die National (D3) ab.
2006 wechselte Vallar dann zum FC Penafiel. Ohne ein einziges Spiel mit dem Verein wurde er im Jahr 2007 nach Ende des Vertrags ausgeschlossen und bekam im Jahr 2008 einen Vertrag beim französischen Verein FC Montceau.
Im Jahr 2009 kehrte Vallar in sein Heimatland zurück und steht seitdem bei AS Dragon unter Vertrag. Er gewann mit dem Verein die Tahiti Division Fédérale in der Saison 2011/12.

### Nationalmannschaft
Seit 2012 spielt er in der Tahitischen Fußballnationalmannschaft, mit der er die Fußball-Ozeanienmeisterschaft 2012 gewann. Dort ist er Kapitän. 2001 war er bereits in der Tahitischen Fußballnationalmannschaft U-20.

## Erfolge
- 2012: Sieger der Tahiti Division Fédérale
- 2012: Sieger der Fußball-Ozeanienmeisterschaft 2012